# Skuttungeby
Skuttungeby är kyrkbyn i Skuttunge socken och småort i Uppsala kommun i Uppland. SCB har för bebyggelsen avgränsat en småort från 1990 till 2015. 2015 ändrade SCB sin metod att ta fram småortsstatistik 2015, varvid orten inte längre uppfyllde kraven för att vara en småort. Vid avgränsningen 2020 klassades den åter som småort.

## Historia
Orten omnämns i skriftliga källor redan på 1200-talet, (de) Skutungi 1299. Ortnamnet kan härledas ur "skutungar", d.v.s. 'de som är bosatta vid ån Skuta'. Skuta är släkt med ordet 'skott' och kan ha syftat på att vattendraget i byn är hastigt framströmmande.

## Byn
Byn karakteriseras av en bäckravin samt ett antal bondgårdar belägna längs denna samt Skuttunge kyrka som ligger strax nordost om byn. Bebyggelsen är delvis av ålderdomlig karaktär. Bland annat märks den välbevarade prästgården med arrendatorbostad och flera timrade uthus samt ett intilliggande kaptensboställe med byggnader från 1700- och 1800-talen. Under 1900-talet anlades ett bageri samt ett andelsmejeri i byn.

## Personer från byn
Den på Bälinge härads avrättningsplats 1855 avrättade Erik Buhr kom från detta område.